# Scaptomyza umbrosa
Scaptomyza umbrosa är en tvåvingeart som beskrevs av Hardy 1965. Scaptomyza umbrosa ingår i släktet Scaptomyza och familjen daggflugor. Inga underarter finns listade i Catalogue of Life.